# Aborigeni (mitologie)
În mitologia romană, Aborigenii (Aborigines, din latină: ab origines, de unde vine și cuvântul aborigen) sunt cei mai vechi locuitori ai peninsulei Italice, care au fost găsiți de Eneas când a sosit în Latium.
Conform tradiției, din aceștia ar fi provenit poporul latin de mai târziu.